# Circuito Urbano do Aeroporto de Tempelhof
O Circuito Urbano do Aeroporto de Tempelhof é um circuito de rua localizado no pátio do antigo Aeroporto de Tempelhof, na Alemanha. É a casa do ePrix de Berlim da Fórmula E. Sediou sua primeira corrida em 23 de maio de 2015, como a oitava corrida da temporada 2014-15.

## História

### ePrix de Berlim de 2015
| Traçado |
| ------- |
|         |

O circuito sediou pela primeira vez em 23 de maio de 2015. Foi inicialmente vencido por Lucas di Grassi. No entanto, uma infração técnica descoberta em verificações pós-corrida levou à sua desqualificação, com a vitória sendo concedida ao piloto da Dragon Racing, Jérôme d'Ambrosio.

### Ausência temporária
Devido ao uso do edifício do aeroporto de Tempelhof como abrigo temporário para refugiados, o ePrix de Berlim foi transferido para o Berlim Street Circuit. O calendário da temporada 2016-17 listou Berlim como cidade-sede, mas não especificou qual circuito seria usado. Em janeiro de 2017, foi confirmado que a corrida voltaria a Tempelhof.

### ePrix de Berlim de 2017
| Traçado |
| ------- |
|         |

O circuito recebeu o ePrix de Berlim de 2017, que se tornou uma rodada dupla, sendo disputado nos dias 10 e 11 de junho após o cancelamento do ePrix de Bruxelas. A primeira corrida foi vencida pelo piloto da Mahindra, Felix Rosenqvist e pelo piloto da Renault-e.Dams, Sébastien Buemi.

### ePrix de Berlin de 2020
| Traçados |
| -------- |
|          |
|          |
|          |

Depois que a temporada 2019-20 foi temporariamente suspensa e várias rodadas foram canceladas devido à pandemia de COVID-19, a FIA anunciou que a temporada terminaria no início de agosto com três eventos de corridas duplas em Tempelhof, usando uma configuração diferente do circuito para cada evento. As duas primeiras corridas foram realizadas nos dias 5 e 6 de agosto de 2020, em uma configuração reversa da pista. As duas corridas seguintes aconteceram nos dias 8 e 9 de agosto, com o circuito normal sendo usado. O terceiro e último evento foi realizado nos dias 12 e 13 de agosto, em uma versão estendida da pista com várias outras curvas.

## Vencedores
| Ano               | Piloto                 | Construtor                      | Resumo |
| ----------------- | ---------------------- | ------------------------------- | ------ |
| 2021              | Norman Nato            | Venturi Racing                  | Resumo |
| 2021              | Lucas di Grassi        | Audi Sport ABT Schaeffler       | Resumo |
| 2020              | Stoffel Vandoorne      | Mercedes-Benz EQ Formula E Team | Resumo |
| 2020              | Oliver Rowland         | Nissan e.dams                   | Resumo |
| 2020              | Jean-Éric Vergne       | DS Techeetah                    | Resumo |
| 2020              | Maximilian Günther     | BMW i Andretti Motorsport       | Resumo |
| 2020              | António Félix da Costa | DS Techeetah                    | Resumo |
| 2020              | António Félix da Costa | DS Techeetah                    | Resumo |
| 2019              | Lucas Di Grassi        | Audi Sport ABT Schaeffler       | Resumo |
| 2018              | Sam Bird               | DS Virgin Racing                | Resumo |
| 2017              | Sébastien Buemi        | Renault e.dams                  | Resumo |
| 2017              | Felix Rosenqvist       | Mahindra Racing                 | Resumo |
| Não houve em 2016 |                        |                                 |        |
| 2015              | Jérôme d'Ambrosio      | Dragon Racing                   | Resumo |